# 永山駅
永山駅（ながやまえき）は、北海道旭川市永山1条19丁目1にある北海道旅客鉄道（JR北海道）宗谷本線の駅である。電報略号はナカ。事務管理コードは▲121803。駅番号はW31。普通列車と快速「なよろ」が停車する。

## 歴史
- 1898年（明治31年）

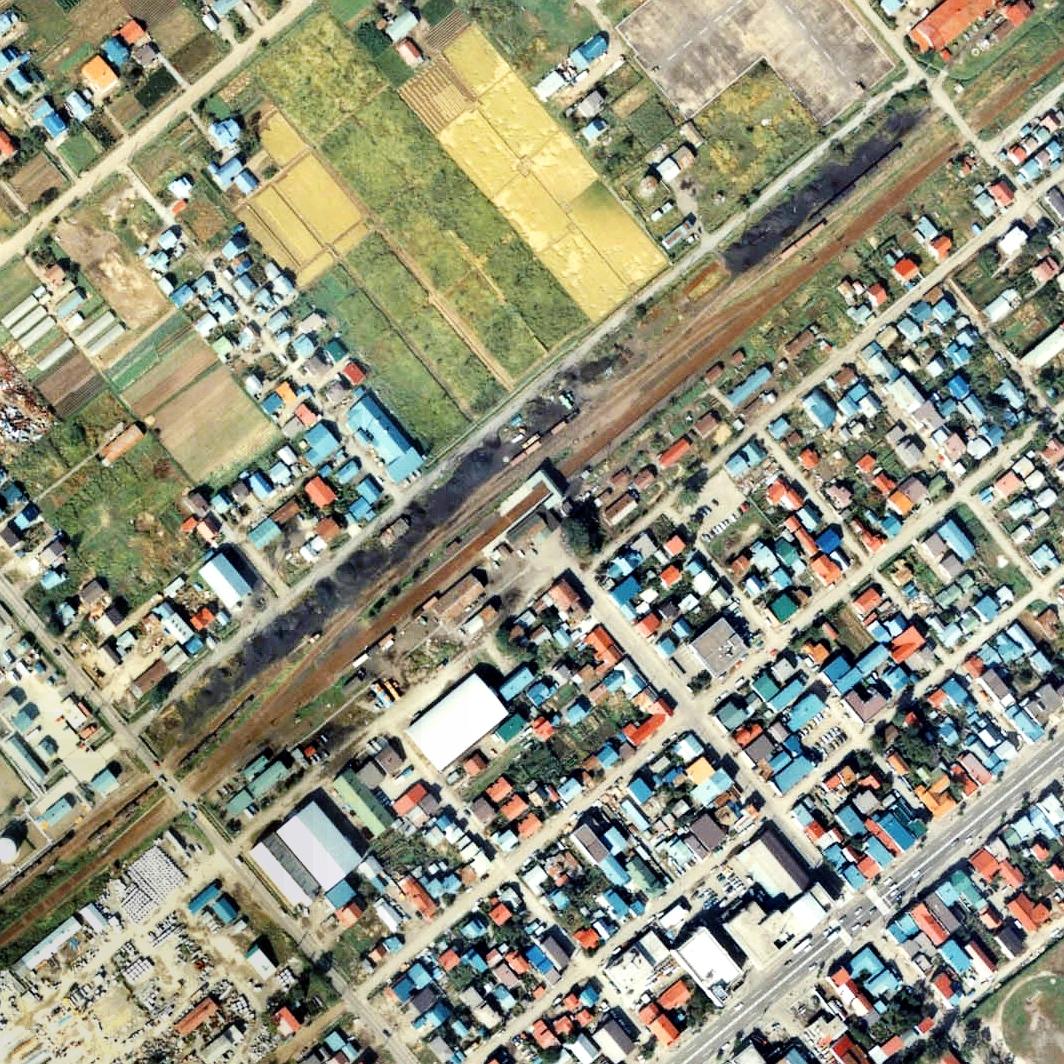
1977年の永山駅と周囲約500m範囲。右上が名寄方面。千鳥状相対式ホーム2面2線、外側に多数の側線と旭川側近隣工場の専用線。駅舎横の旭川側に貨物ホームと引込み線。駅裏は細長いストックヤードで石炭が野積みされている。

  - 8月12日：北海道官設鉄道天塩線の駅として開業[2]。一般駅[3]。
  - 11月25日：当駅 - 蘭留間延伸開業[2]。
- 1905年（明治38年）4月1日：鉄道作業局に移管[2]。
- 1912年（大正元年）9月21日：宗谷線に線名を改称[2]。
- 1919年（大正8年）10月20日：宗谷本線に線名を改称[2]。
- 1949年（昭和24年）6月1日：公共企業体である日本国有鉄道に移管。
- 1978年（昭和53年）12月1日：貨物取扱を専用線発着車扱貨物に限定[3]。
- 1984年（昭和59年）2月1日：貨物・荷物取扱い廃止[4][3]。
- 1987年（昭和62年）4月1日：国鉄分割民営化により、北海道旅客鉄道（JR北海道）の駅となる[5][3]。
- 1998年（平成10年）：宗谷本線当駅以南と函館本線小樽 - 旭川駅間に自動進路制御装置（PRC）を導入[6]。
- 2000年（平成12年）：同年3月11日のダイヤ改正に伴う旭川駅 - 名寄駅間高速化に関連し、同日までに構内改良を実施。分岐器を弾性分岐器に変更[7]。

## 駅構造
跨線橋で結ばれた相対式ホーム2面2線を有する地上駅。2000年（平成12年）までに行われた高速化工事に際し、駅舎が位置する稚内方に向かって右手の上り本線（1番線）側を直進側とする片開き分岐に変更されているが、後述の運転取扱い上の理由から、駅舎側が上り本線、対向側（2番線）を下り本線としての運用が続けられ、いわゆる「一線スルー」とはなっていない。
運転扱いのため終日社員を配置し、みどりの窓口が設置されている。駅舎内に男女別の水洗式便所がある。

### 運転上の取り扱い
宗谷本線は当駅を境に閉塞方式が切替わり、以南が自動閉塞式（CTC、PRC付帯）、以北が特殊自動閉塞式（電子閉塞）である。当駅以北へ進入する際は、車上側機器を設定・確認する必要があるため、下り列車は客扱いの有無にかかわらず停車する。一方で、逆の場合は特に機器の設定を行わず通過が可能であることから、前述の高速化工事で上り列車の高速通過が可能なように分岐器を両開きから片開き弾性分岐器に換装している。

### のりば
| 番線 | 路線      | 方向 | 行先           |
| ---- | --------- | ---- | -------------- |
| 1    | ■宗谷本線 | 上り | 旭川方面       |
| 2    | ■宗谷本線 | 下り | 比布・名寄方面 |

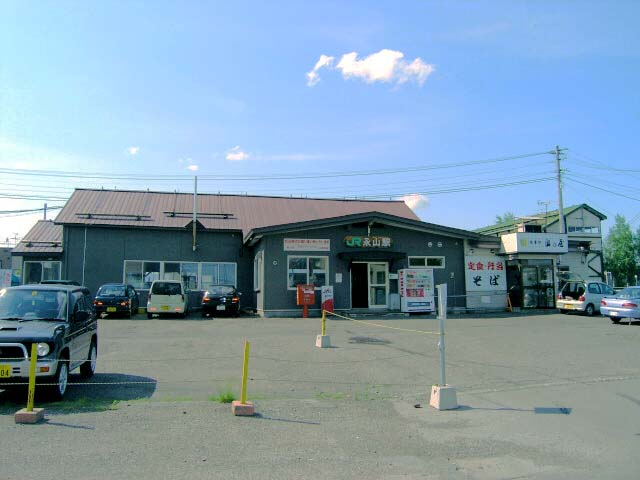
駅舎（2004年6月）
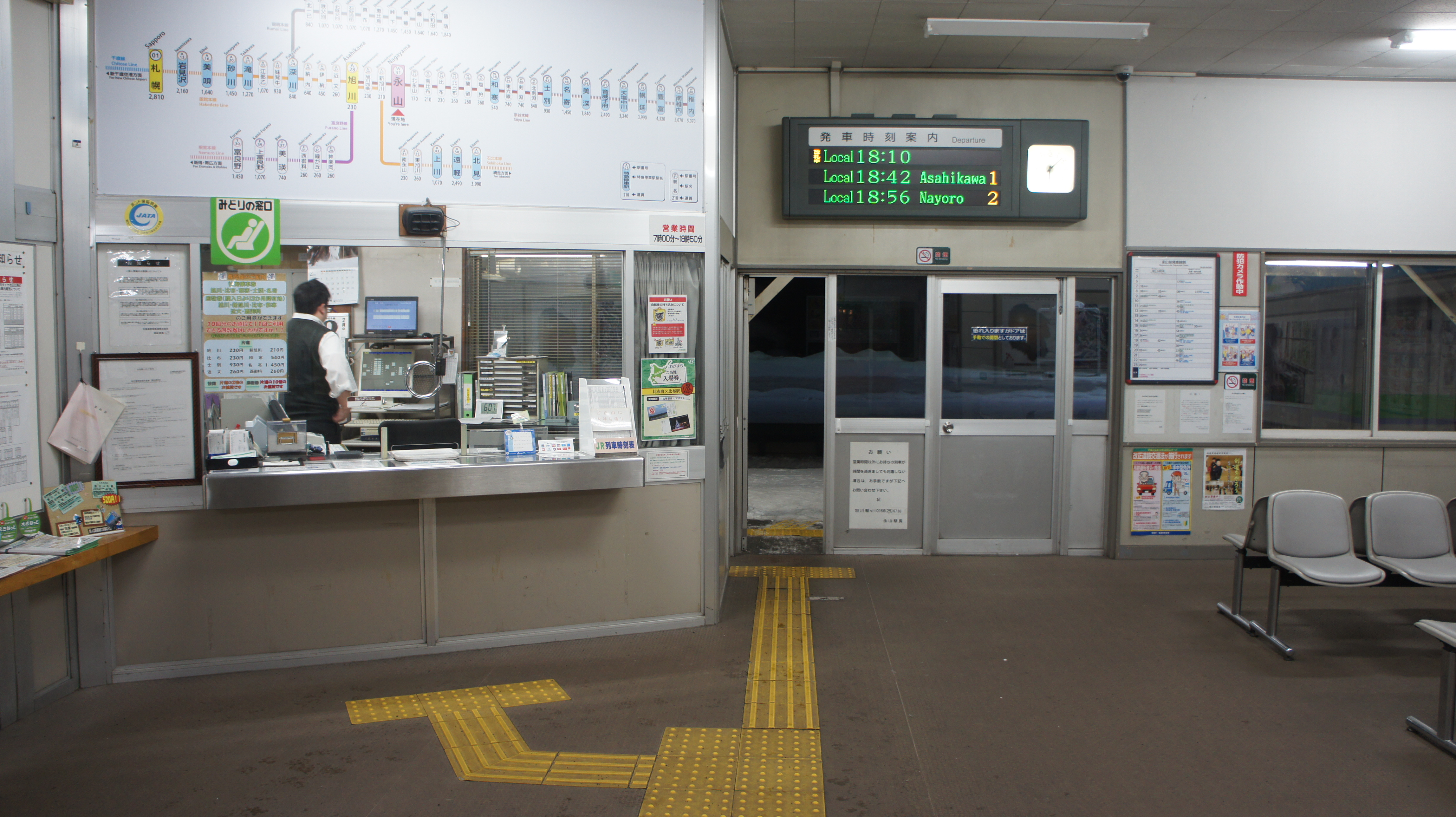
改札口（2018年2月）
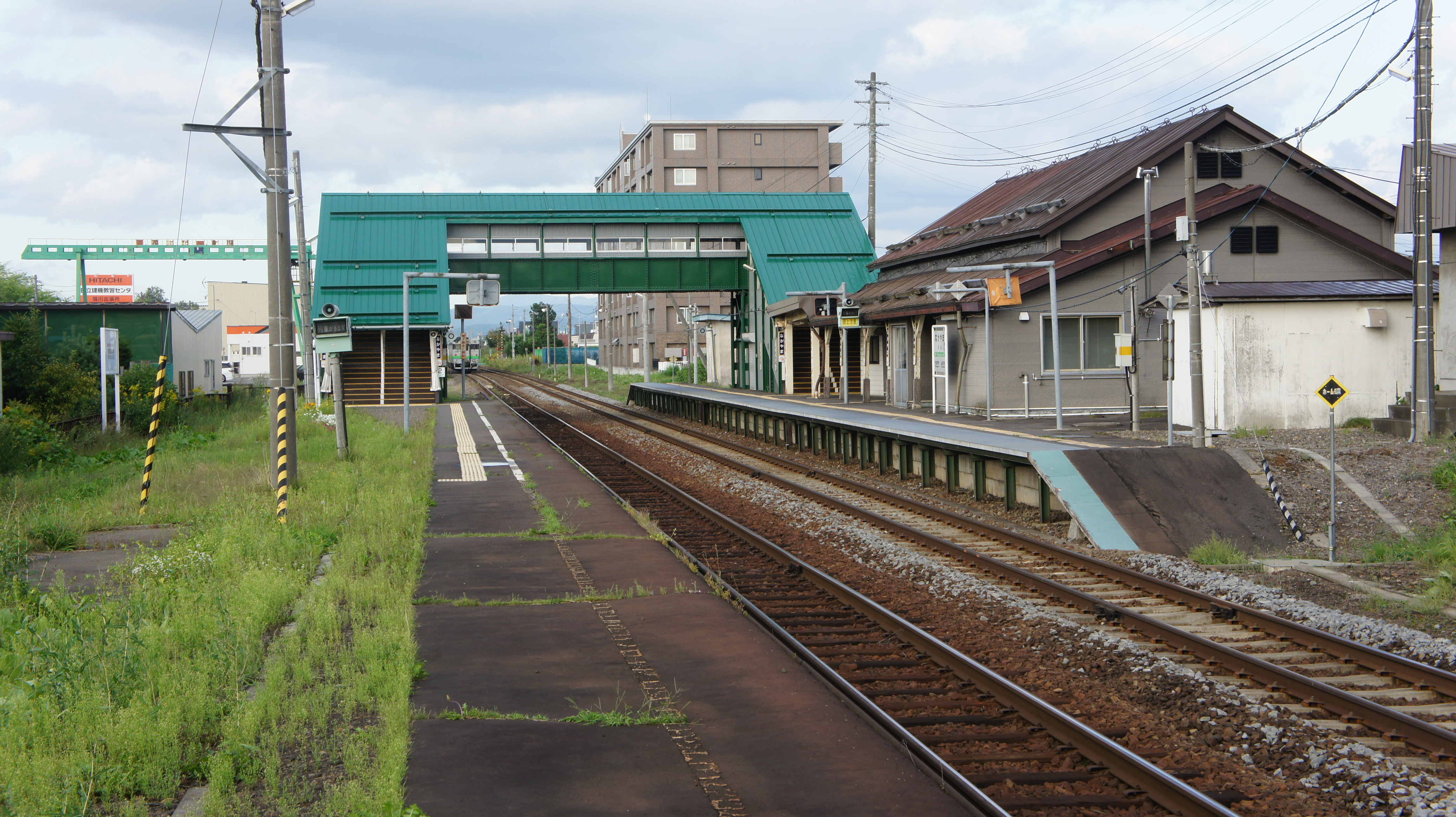
ホーム（2017年8月）
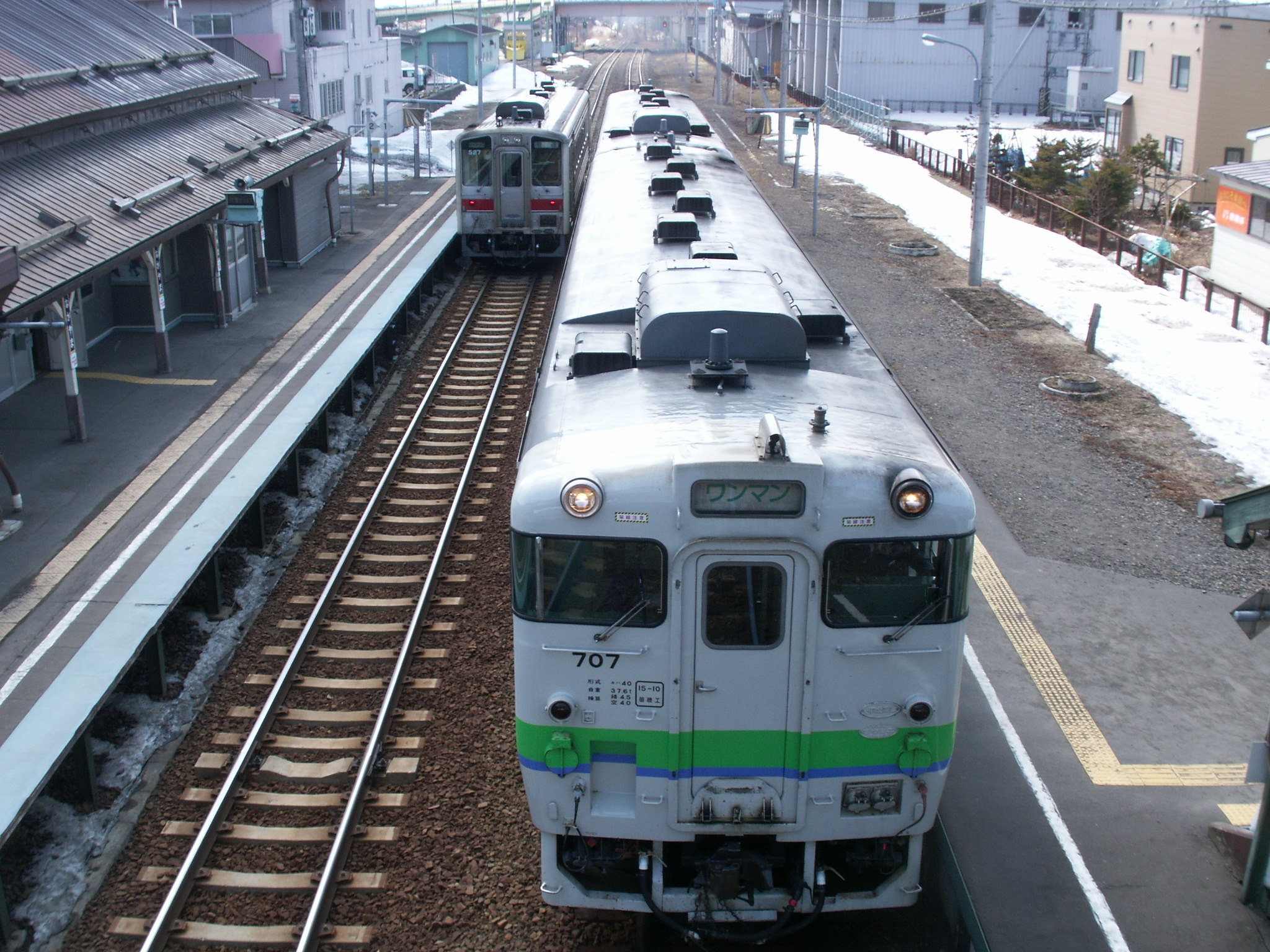
当駅で交換するキハ54形とキハ40形普通列車（2007年4月）
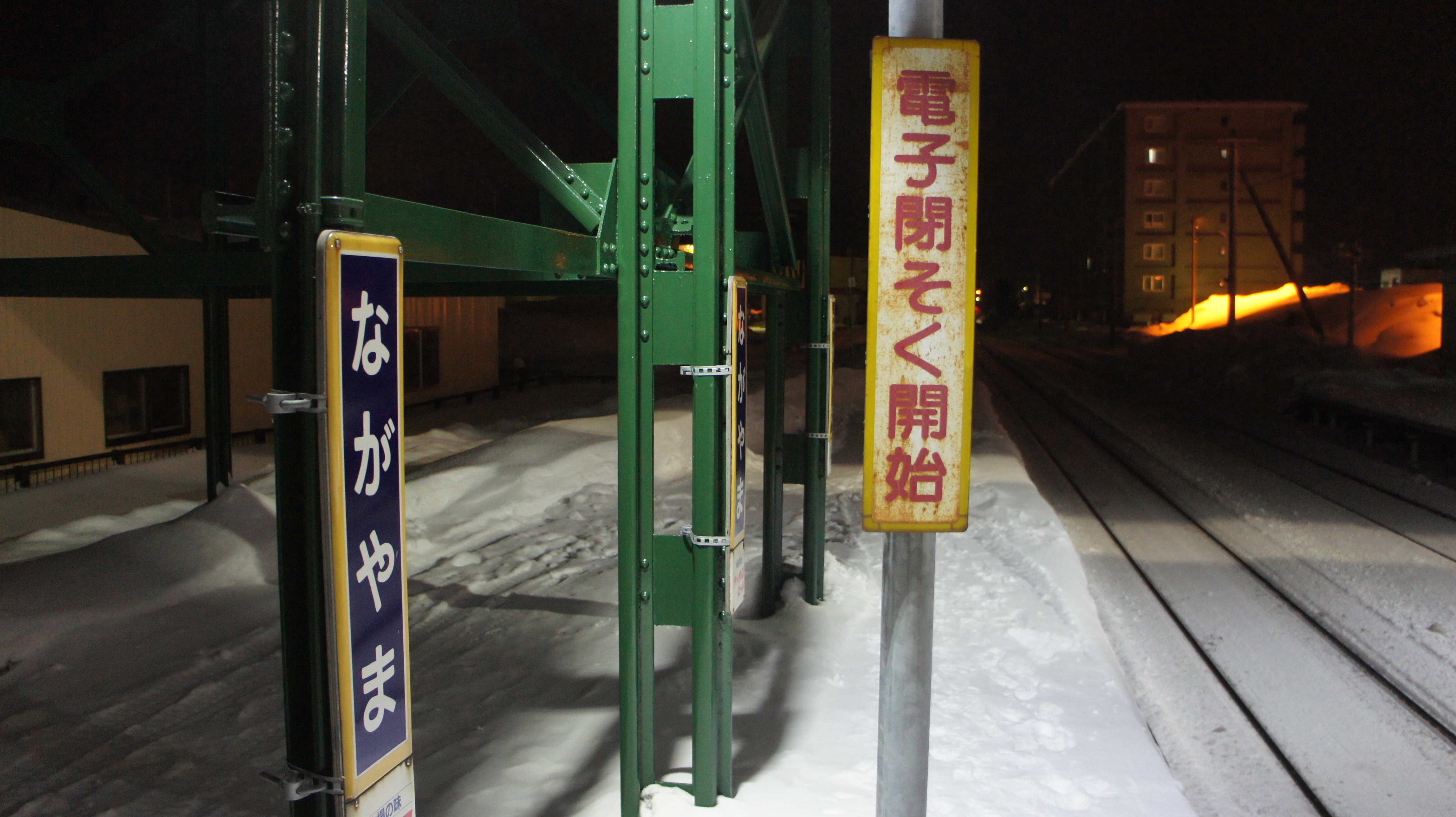
2番線に立つ、「電子閉そく開始」の標識（2018年2月）
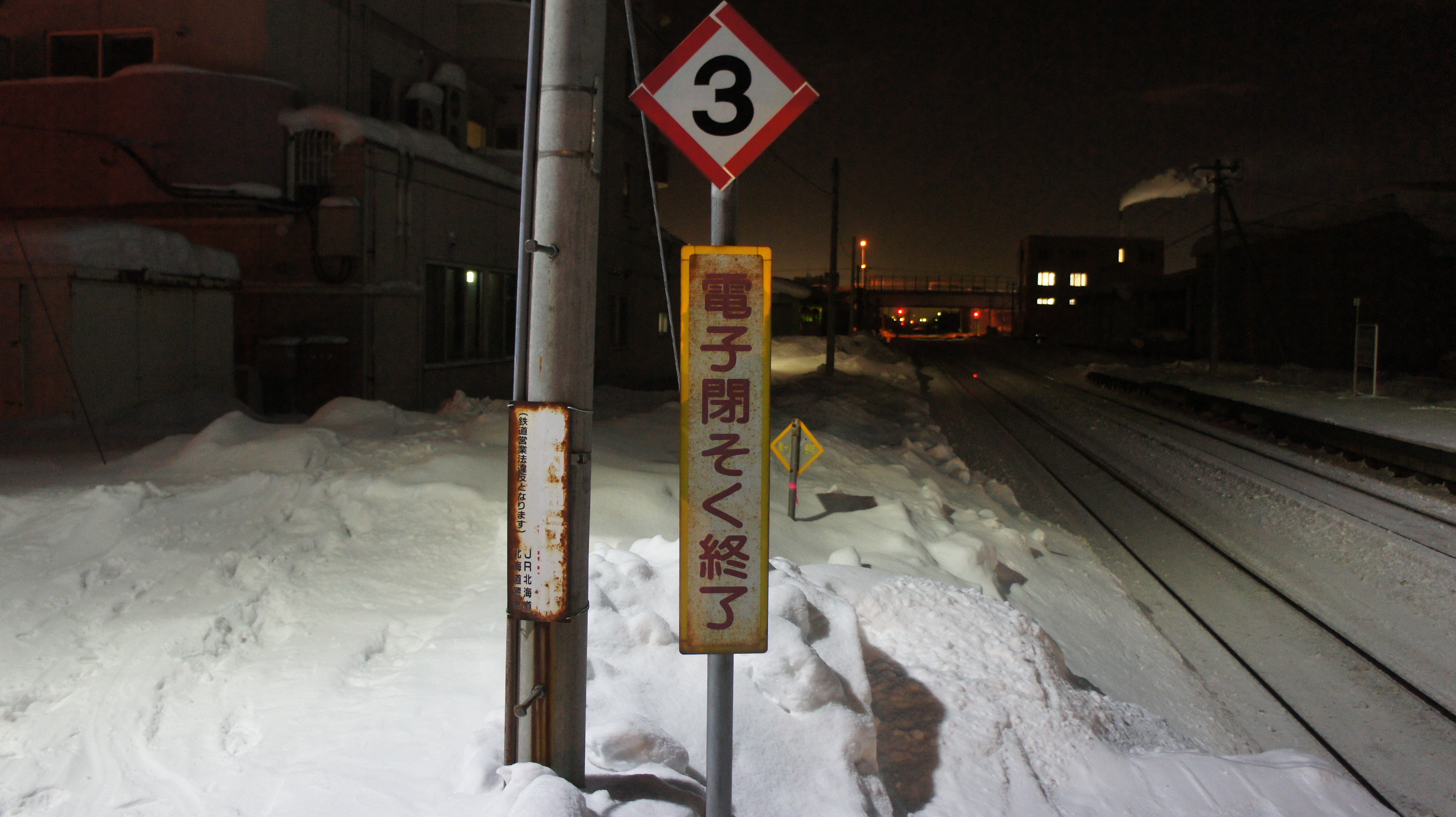
1番線に立つ、「電子閉そく終了」の標識（2018年2月）
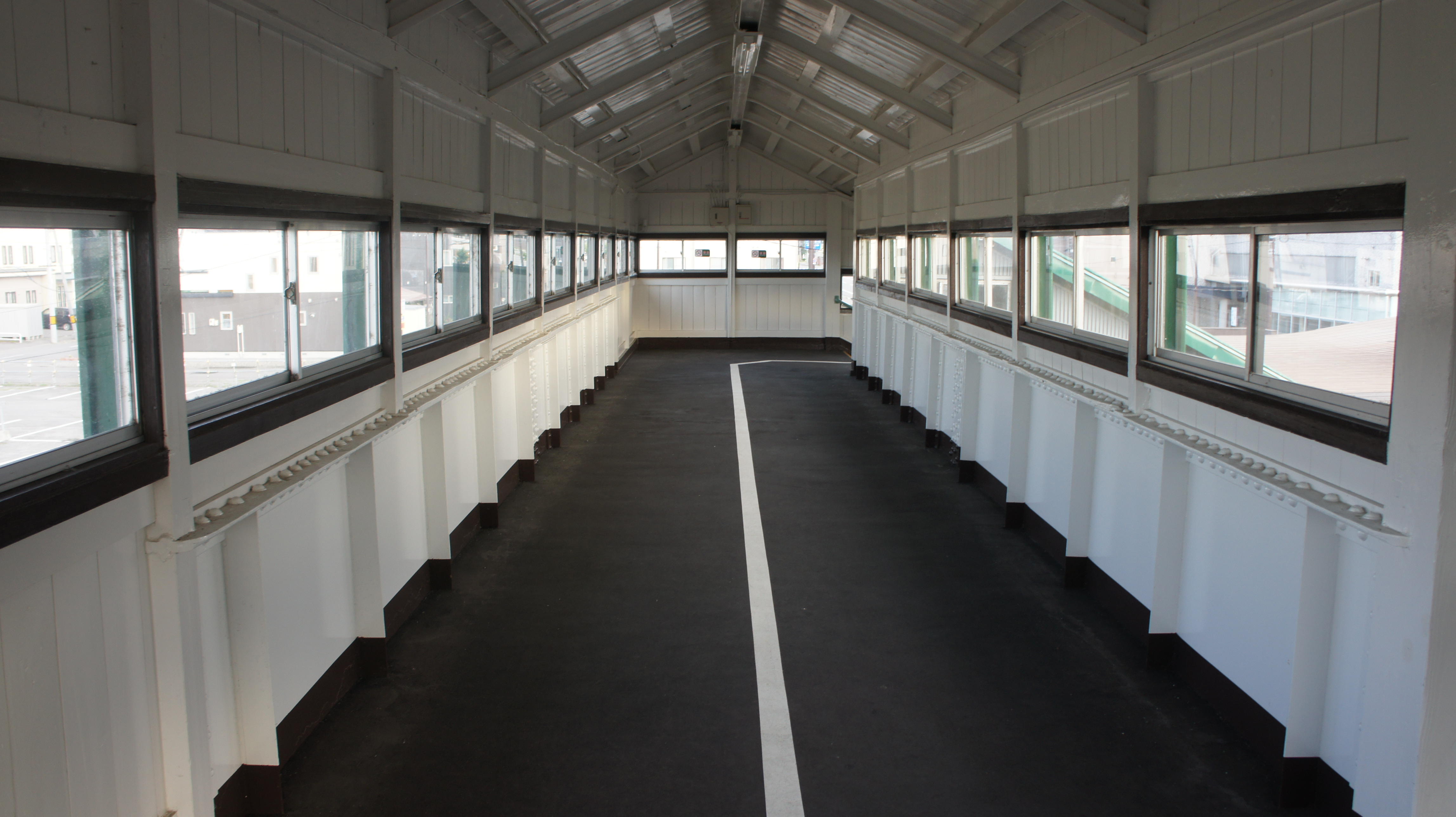
跨線橋（2017年8月）
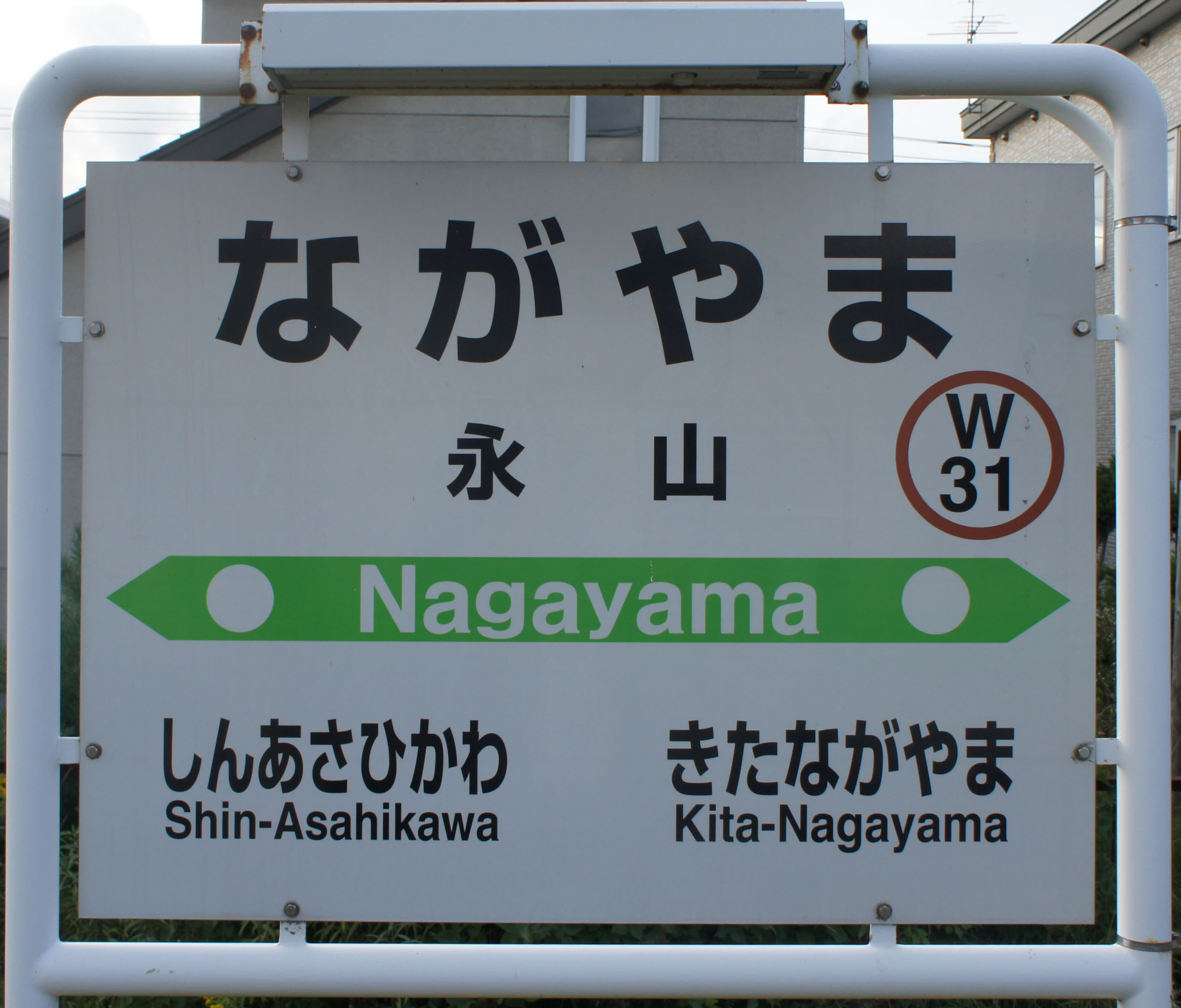
駅名標（2017年8月）

## 利用状況
乗車人員の推移は以下のとおり。年間の値のみ判明している年については、当該年度の日数で除した値を括弧書きで1日平均欄に示す。乗降人員のみが判明している場合は、1/2した値を括弧書きで記した。
また、「JR調査」については、当該の年度を最終年とする過去5年間の各調査日における平均である。
なお、「旭川市統計書」を出典とする値については2018年（平成30年）版からデータ提供元のJR北海道での集計方法が過去の値含めて変更になっているため、2018年版に掲載で最も古い値となる2011年（平成23年）度以降の値は新集計方法での値を用いる。
| 年度               | 乗車人員 | 乗車人員  | 乗車人員 | 出典              | 備考                          |
| 年度               | 年間     | 1日平均   | JR調査   | 出典              | 備考                          |
| ------------------ | -------- | --------- | -------- | ----------------- | ----------------------------- |
| 1912年（大正元年） | 60,923   | (166.9)   |          | [ 10 ]            |                               |
| 1917年（大正06年） | 62,489   | (171.2)   |          | [ 10 ]            |                               |
| 1931年（昭和06年） | 107,382  | (293.4)   |          | [ 10 ]            |                               |
| 1932年（昭和07年） | 107,426  | (294.3)   |          | [ 10 ]            |                               |
| 1933年（昭和08年） | 99,768   | (273.3)   |          | [ 10 ]            |                               |
| 1934年（昭和09年） | 112,448  | (308.1)   |          | [ 10 ]            |                               |
| 1935年（昭和10年） | 106,377  | (290.6)   |          | [ 10 ]            |                               |
| 1936年（昭和11年） | 109,857  | (301.0)   |          | [ 10 ]            |                               |
| 1937年（昭和12年） | 117,577  | (322.1)   |          | [ 10 ]            |                               |
| 1938年（昭和13年） | 122,898  | (336.7)   |          | [ 10 ]            |                               |
| 1939年（昭和14年） | 156,334  | (427.1)   |          | [ 10 ]            |                               |
| 1952年（昭和27年） | 324,035  | (887.8)   |          | [ 10 ]            |                               |
| 1953年（昭和28年） | 312,141  | (855.2)   |          | [ 10 ]            |                               |
| 1954年（昭和29年） | 321,243  | (880.1)   |          | [ 10 ]            |                               |
| 1955年（昭和30年） | 323,691  | (884.4)   |          | [ 10 ]            |                               |
| 1956年（昭和31年） | 350,511  | (960.3)   |          | [ 10 ]            |                               |
| 1957年（昭和32年） | 365,444  | (1,001.2) |          | [ 10 ]            |                               |
| 1958年（昭和33年） | 388,568  | (1,064.6) |          | [ 10 ]            |                               |
| 1959年（昭和34年） | 393,739  | (1,075.8) |          | [ 10 ]            |                               |
| 1978年（昭和53年） |          | 1,489.0   |          | [ 11 ]            |                               |
| 1992年（平成04年） |          | (842.0)   |          | [ 8 ]             | 一日平均乗降客数：1,684       |
| 2001年（平成13年） | 197,461  | (541.0)   |          | [ 12 ]            | うち、年間の普通旅客：121,898 |
| 2002年（平成14年） | 188,570  | (516.6)   |          | [ 13 ]            | うち、年間の普通旅客：120,501 |
| 2003年（平成15年） | 182,437  | (498.5)   |          | [ 13 ]            | うち、年間の普通旅客：115,399 |
| 2004年（平成16年） | 157,331  | (431.0)   |          | [ 13 ]            | うち、年間の普通旅客：94,787  |
| 2005年（平成17年） | 149,450  | (409.5)   |          | [ 13 ]            | うち、年間の普通旅客：85,631  |
| 2006年（平成18年） | 148,505  | (406.9)   |          | [ 13 ]            | うち、年間の普通旅客：82,703  |
| 2007年（平成19年） | 144,702  | (395.4)   |          | [ 13 ]            | うち、年間の普通旅客：79,156  |
| 2008年（平成20年） | 151,200  | (414.2)   |          | [ 13 ]            | うち、年間の普通旅客：80,113  |
| 2009年（平成21年） | 157,924  | (432.7)   |          | [ 14 ]            | うち、年間の普通旅客：78,797  |
| 2010年（平成22年） | 160,033  | (438.4)   |          | [ 14 ]            | うち、年間の普通旅客：79,096  |
| 2011年（平成23年） | 175,680  | (480.0)   |          | [ 15 ]            |                               |
| 2012年（平成24年） | 174,470  | (478.0)   |          | [ 15 ]            |                               |
| 2013年（平成25年） | 177,390  | (486.0)   |          | [ 15 ]            |                               |
| 2014年（平成26年） | 171,550  | (470.0)   |          | [ 15 ]            |                               |
| 2015年（平成27年） | 172,752  | (472.0)   |          | [ 15 ]            |                               |
| 2016年（平成28年） | 178,850  | (490.0)   |          | [ 16 ]            |                               |
| 2017年（平成29年） | 182,865  | (501.0)   | 422.4    | [ 16 ] [ JR北 1 ] |                               |
| 2018年（平成30年） | 178,120  | (488.0)   |          | [ 16 ]            |                               |
| 2019年（令和元年） | 176,660  | (482.7)   | 402.8    | [ 16 ] [ JR北 2 ] |                               |
| 2020年（令和02年） | 123,735  | (339.0)   |          | [ 16 ]            |                               |
| 2023年（令和05年） |          |           | 285.0    | [ JR北 3 ]        |                               |

## 駅周辺
- 国道39号
- 上川総合振興局
- 旭川市役所永山支所
- 旭川東警察署永山交番
- 永山郵便局
- 旭川信用金庫 永山支店・流通団地支店
- 北海道銀行 永山支店
- あさひかわ農業協同組合（JAあさひかわ）永山基幹支所
- 旭川市立大学
- 旭川市立大学短期大学部
- 旭川志峯高等学校
- 永山神社
- 永山新川
- 道北バス「永山2条19丁目」停留所：都市間バスも停車
- ツルハドラッグ永山店
- ベストプライス永山中央店
- ザ・ビッグ永山店
- コープさっぽろシーナ店

## 隣の駅
北海道旅客鉄道（JR北海道）
■宗谷本線
「なよろ」停車駅
■普通
新旭川駅 (A30) - （貨）北旭川駅 - *西永山駅 - 永山駅 (W31) - **北永山駅 (W32) - 比布駅 (W34)
*打消線は廃駅
**一部列車は北永山駅を通過する。

### JR北海道
1. ↑  “駅別乗車人員（【別添資料】（2）宗谷本線（旭川・稚内間）の状況）” (PDF). 宗谷線（旭川～稚内間）事業計画（アクションプラン）.   北海道旅客鉄道. pp. 11-12 (2019年4月). 2019年4月18日時点のオリジナルよりアーカイブ。2019年4月18日閲覧。
2. ↑  “駅別乗車人員（【別添資料】（2）宗谷本線（旭川・稚内間）の状況）” (PDF). 宗谷線（旭川～稚内間）第2期事業計画（アクションプラン）. p. 10 (2021年4月16日). 2021年4月19日時点のオリジナルよりアーカイブ。2021年4月29日閲覧。
3. ↑  “宗谷線(旭川・稚内間) 事業の抜本的な改善方策の実現に向けた実行計画(2024(令和6)～2026(令和8)年度)” (PDF).   北海道旅客鉄道 (2024年). 2024年9月8日時点のオリジナルよりアーカイブ。2024年9月8日閲覧。